# Paolo Maldonado
Pour les articles homonymes, voir Maldonado.
Paolo Freddy Maldonado Farje, né le 12 août 1973 à Ilo au Pérou, est un footballeur péruvien qui jouait au poste de milieu de terrain. Il s'est reconverti en entraîneur.

## Biographie

### Carrière en club
Milieu de terrain de petit gabarit, Paolo Maldonado est formé à l'Universitario de Deportes où il remporte cinq titres de champion du Pérou dans les années 1990 (voir palmarès). Il compte 31 matchs de Copa Libertadores avec ce club (pour un but marqué). 
Il remporte son seul titre international avec le Cienciano del Cusco, en l'occurrence la Copa Sudamericana 2003. 
Maldonado passe la quasi-totalité de sa carrière au Pérou, hormis une expérience de courte durée au Skoda Xanthi en Grèce.

### Carrière en sélection
International péruvien, Paolo Maldonado joue 10 rencontres (deux buts inscrits) en équipe nationale entre 1996 et 2001. Il dispute notamment quatre matchs comptant pour les tours préliminaires à la Coupe du monde (deux en 1998 et deux en 2002).

### Carrière d'entraîneur
Paolo Maldonado accompagne Roberto Chale comme entraîneur-adjoint sur le banc de l'Universitario de Deportes en 2016, avant de prendre les rênes du Sport Áncash en Copa Perú entre 2017 et 2018.
En 2020, il est nommé à la tête de l'équipe féminine de l'Universitario, poste qu'il reprend une deuxième fois en 2021.

## Palmarès(joueur)
| Universitario de Deportes - Championnat du Pérou (5) : - Champion : 1990, 1992, 1993, 1999 et 2000. |  | Cienciano del Cusco - Copa Sudamericana (1) : - Vainqueur : 2003. |